# Вил Клајберн
Вил Дејлен Клајберн (енгл. Will Dalen Clyburn; Детроит, Мичиген, 17. мај 1990) амерички је кошаркаш. Игра на позицији крила, а тренутно наступа за Виртус из Болоње.

## Каријера
Колеџ кошарку је играо на Маршалтауну (2008—2010), Јути (2010—2011) и Ајова стејту (2012—2013). Није изабран на НБА драфту 2013. године. Професионалну каријеру почео је 2013. године у екипи Улма, где је провео наредне две сезоне. У сезони 2015/16. је био играч Хапоел Холона а наредну 2016/17. сезону је провео у екипи Дарушафаке. У јуну 2017. године је потписао за ЦСКА из Москве. У сезони 2018/19, ЦСКА је освојио Евролигу а Клајберн је добио награду за најкориснијег играча фајнал фора. Провео је у екипи ЦСКА пет сезона а поред трофеја Евролиге освојио је и три пута ВТБ јунајтед лигу. Укупно је у дресу ЦСКА одиграо 236 утакмица на којима је просечно бележио 12,9 поена и 4,9 скока по утакмици. У јуну 2022. је потписао уговор са Анадолу Ефесом.

## Успеси

### Клупски
- ЦСКА Москва:
  - Евролига (1): 2018/19.
  - ВТБ јунајтед лига (3): 2017/18, 2018/19, 2020/21.
  - Суперкуп ВТБ јунајтед лиге (1): 2021.

- Виртус Болоња:
  - Првенство Италије (1): 2024/25.

### Појединачни
- Најкориснији играч фајнал фора Евролиге (1): 2018/19.
- Идеални тим Евролиге — прва постава (1): 2018/19.
- Идеални тим Евролиге — друга постава (1): 2020/21.